# Dero discocephalus
Dero discocephalus är en ringmaskart. Dero discocephalus ingår i släktet Dero och familjen glattmaskar. Inga underarter finns listade i Catalogue of Life.